# Walter Forde
Walter Forde, nasceu Thomas Seymour Woolford (Londres, 21 de abril de 1896 – Los Angeles, 7 de janeiro de 1984) foi um ator, roteirista e diretor de cinema britânico. Ele dirigiu mais de cinquenta filmes entre 1920 e 1949.

## Filmografia selecionada
Era silenciosa
- The Wanderer (1919)
- The Handyman (1920)
- Never Say Die (1920)
- Wait and See (1929)
- What Next? (1928)
- The Silent House (1929)
- Would You Believe It? (1929)
- Red Pearls (1930)

Filmografia posterior
- Bed and Breakfast (1930)
- You'd Be Surprised! (1930)
- 'Third Time Lucky (1931)
- The Ringer (1931)
- The Ghost Train (1941)
- The Peterville Diamond (1942)
- It's That Man Again (1943)
- Time Flies (1944)

## Literatura
- Walter Forde in: Conversations with Cinematographers, von David A. Ellis, Scarecrow Press, 2012, Seite 73